# Réaumur-Skala

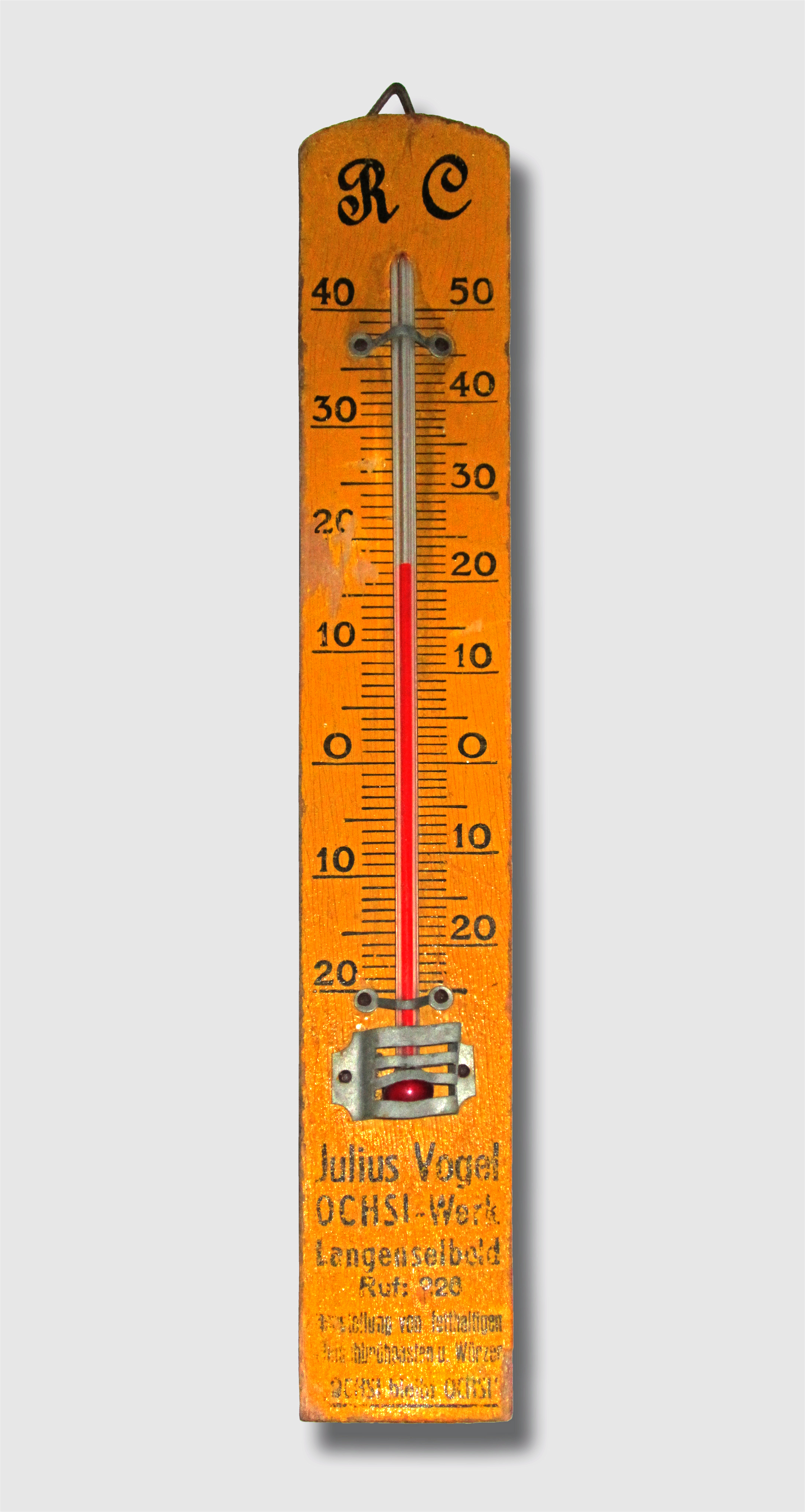
Thermometer mit Réaumur- (links) und Celsius-Skala (rechts), hergestellt in Langenselbold.

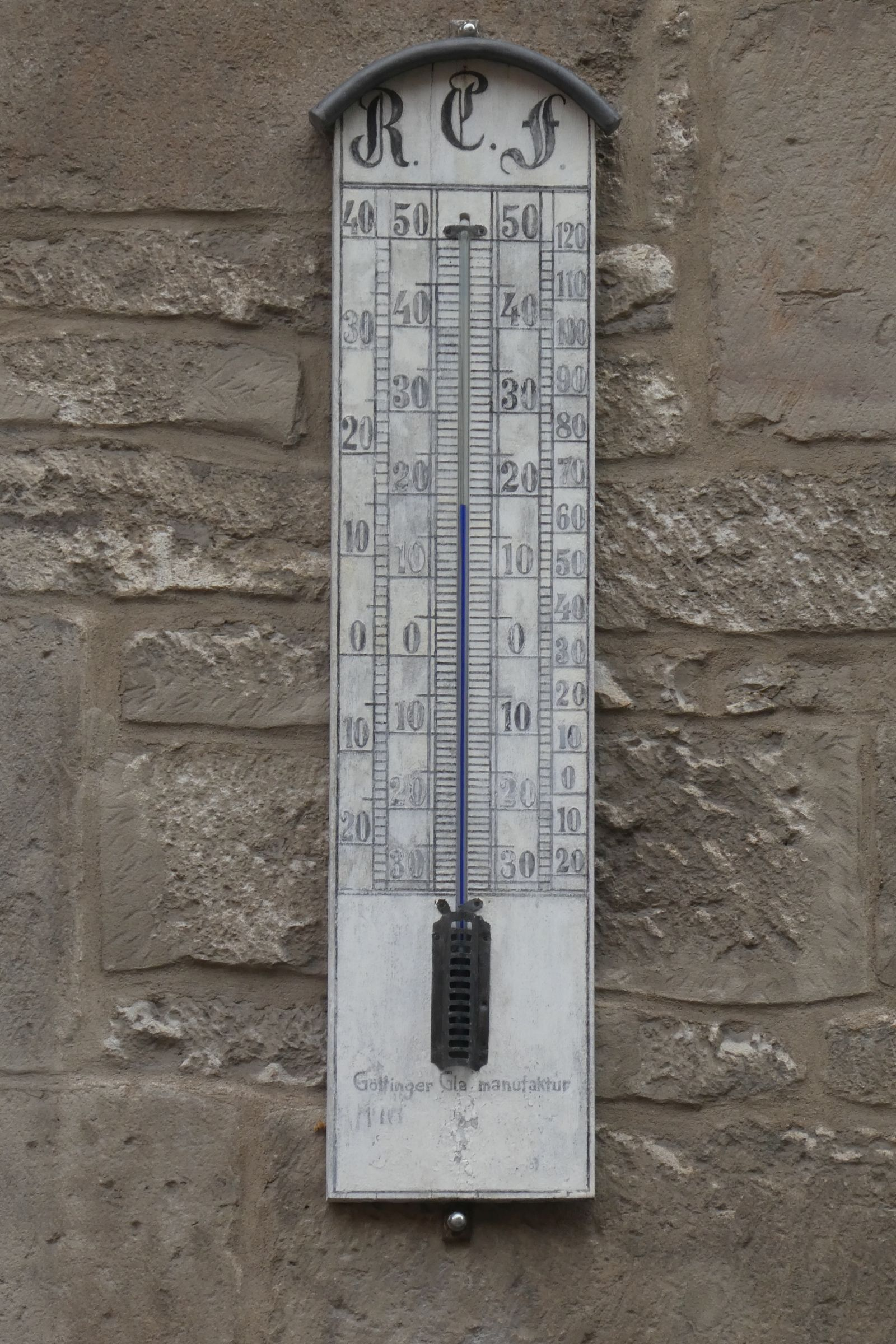
Öffentliches Thermometer am Alten Rathaus in Göttingen, mit Temperaturskalen in Réaumur, Celsius und Fahrenheit

Die Réaumur-Skala in Grad Réaumur (Einheitenzeichen: °Ré, °Re, °Réaumur, eingeschränkt auch °R) ist eine veraltete Maßeinheit zur Messung der Temperatur. Sie wurde 1730 vom französischen Naturforscher René-Antoine Ferchault de Réaumur eingeführt. Grad Réaumur ist keine SI-Einheit und stellt im heutigen Messwesen gemäß der Richtlinie 80/181/EWG keine gesetzliche Einheit dar.

## Definition
Réaumurs Thermometer basierte auf der Ausdehnung von Alkohol (Ethanol). Da Ethanol kein lineares Volumenausdehnungsverhalten aufweist, bildete sein Thermometer die thermodynamische Temperatur nur ungenau ab. So ist die eigentlich als gleich groß gedachte Temperaturdifferenz eines Grades Réaumur in unterschiedlichen Temperaturbereichen unterschiedlich groß. Die Réaumur-Skala wurde später so definiert, dass der Schmelzpunkt von Eis 0 °Ré und der Siedepunkt von Wasser bei normalem Atmosphärendruck 80 °Ré betrug. Dies war allerdings erst mit einem Quecksilberthermometer möglich, da Alkohol schon bei 62 °Ré (78 °C) siedet. Hieraus ergibt sich folgende Beziehung zum Grad Celsius:
{\displaystyle \left\{t\right\}_{\mathrm {^{\circ }C} }=\left\{t\right\}_{\mathrm {^{\circ }R} }\cdot 1{,}25}
{\displaystyle \left\{t\right\}_{\mathrm {^{\circ }R} }=\left\{t\right\}_{\mathrm {^{\circ }C} }\cdot 0{,}8}

## Verwendung
Die Réaumur-Temperaturskala war im 19. Jahrhundert in Europa, insbesondere in Frankreich und Deutschland, weit verbreitet, wurde aber nach und nach durch die Celsius-Skala abgelöst. Nachdem man 1901 in Deutschland die amtliche Temperaturmessung von Grad Réaumur auf Grad Celsius umgestellt hatte, verlor hier die Réaumur-Temperaturskala schnell an Bedeutung. In der Schweiz ist die amtliche Temperaturmessung mit Grad Celsius seit 1909 gesetzlich vorgeschrieben.
Allerdings wird die Réaumur-Temperaturskala traditionell heute noch bei der Käseherstellung in der Schweiz oder in Italien und zur Klassifizierung von Läuterzucker verwendet.